# Ljiljana Mugoša
Ljiljana Vučević, ursprungligen Mugoša, född 10 april 1962 i Podgorica, SFR Jugoslavien (nu Montenegro), är en jugoslavisk handbollsspelare.
Hon tog OS-guld i damernas turnering i samband med de olympiska handbollstävlingarna 1984 i Los Angeles.